# Vektor CR-21
Vektor CR-21 (англ. Compact Rifle, 21 century — компактная винтовка XXI века) — автомат, созданный южноафриканской компанией Vektor на основе модели R4 (лицензионная копия израильского автомата Galil, в свою очередь созданного на основе финского автомата Valmet Rk 62, в свою очередь, являющегося лицензионным вариантом автомата Калашникова).

## Описание
От R4 новый автомат получил ствольную коробку вместе со стволом и основными узлами, что значительно упрощает процесс производства и обслуживания, однако исключает возможность простого переоборудования автомата для выброса гильз влево, из-за чего использование CR-21 левшами в значительной мере затруднено. Подобный недостаток имеют и другие автоматы, выполненные по данной компоновке, например, L85, SAR-21 и ОЦ-14 «Гроза».
Корпус CR-21 изготовлен из ударопрочного пластика. Ствольная коробка — фрезерованная. На стволе имеется зубчатый пламегаситель, приспособленный для метания винтовочных гранат. Рукоятка затвора расположена слева над цевьём. Все элементы корпуса фиксируются на ствольной коробке благодаря единственному штифту, служащему также осью задней антабки для ремня. Спусковая скоба охватывает по длине всю пистолетную рукоятку, выполненную зацело с корпусом. УСМ позволяет вести огонь как одиночными, так и непрерывными очередями. Предохранитель и двухсторонний переводчик режимов выполнены раздельно: предохранитель расположен перед спусковым крючком, а переводчик — в задней части приклада. CR-21 не имеет открытого прицела, а штатным является быстросъёмный коллиматорный с автоматической регулировкой подсветки прицельной марки. Дополнительно может устанавливаться 40-мм подствольный гранатомёт производства ЮАР.